# Червона Весь
Червона Весь (пол. Czerwona Wieś, нім. Rothdorf) — село в Польщі, у гміні Кшивінь Косцянського повіту Великопольського воєводства.
Населення — 261 особа (2011).
У 1975-1998 роках село належало до Лешненського воєводства.

## Демографія
Демографічна структура станом на 31 березня 2011 року:
|          | Загалом | Допрацездатний вік | Працездатний вік | Постпрацездатний вік |
| -------- | ------- | ------------------ | ---------------- | -------------------- |
| Чоловіки | 134     | 36                 | 86               | 12                   |
| Жінки    | 127     | 29                 | 73               | 25                   |
| Разом    | 261     | 65                 | 159              | 37                   |